# Simeon Serge Aisenstein
 (avril 2025).
 (avril 2025).
Les informations dans cet article sont mal organisées, redondantes, ou il existe des sections bien trop longues. Structurez-le ou soumettez des propositions en page de discussion.
Avec le temps, il arrive que le contenu présent dans un article devienne désordonné. Il est souvent nécessaire de réorganiser l'article de fond en comble.
- Il faut tout d’abord répartir le contenu de l'article en plusieurs sections. Les informations doivent ensuite être exposées clairement et le plus synthétiquement possible, regroupées par sujet afin d'éviter les doublons. Quelqu'un cherchant une information précise doit pouvoir la trouver rapidement en lisant la section appropriée.
- À l'intérieur de chaque section, le texte, souvent initialement sous la forme de phrases éparses, doit être regroupé dans des paragraphes de quelques lignes, en assurant un enchaînement logique et une cohérence entre les phrases.
- Lorsque l'article ou l'une de ses sections développe trop longuement un point qui n'est pas dans le cœur du sujet traité, il convient de faire une synthèse et de transférer l'ancien contenu dans des articles plus appropriés (en cas de transfert, il faut impérativement respecter la procédure Aide:Scission).

Si vous pensez que ces points ont été résolus, vous pouvez retirer ce bandeau et améliorer le plan d'un autre article.
 (avril 2025).
Le contenu est difficilement compréhensible vu les erreurs de traduction, qui sont peut-être dues à l'utilisation d'un logiciel de traduction automatique.
Simeon Aisenstein (25 janvier 1884, Kiev, Ukraine, Russie impériale - 3 septembre 1962, Chelmsford, Essex, Royaume-Uni; né Semyon Moise'evich Aisenstein, ou en russe : Семён Моисеевич Айзенштейн) est un scientifique, entrepreneur et enseignant dans le domaine des communications radio. Ses réalisations s'étendent de la naissance de la radio à l'ère de la télévision et des communications par satellite.
Il a reçu la Légion d'honneur et a conservé une maison à Paris. En France et dans sa famille, on l'appelait Serge. Son neveu et sa nièce étaient des résistants français décorés.

Il fut nommé responsable des communications radio nationales de la Russie impériale en 1906 et construisit rapidement un réseau reliant ce vaste pays, ce qui lui valut une renommée internationale. En 1916, il fut le premier à établir une communication avec un sous-marin immergé en utilisant de très basses fréquences et, pendant la Première Guerre mondiale, il mit en place un système de communication sécurisé entre les gouvernements russe, britannique et français.

Extrait du compte rendu d'Aisenstein par le MI5 après son arrivée en Grande-Bretagne en 1922 (documents du Premier ministre Lloyd-George. Référence des Archives nationales LG/F/149/2/13)

Professeur à l'Université technique de Moscou et propriétaire d'une entreprise de fabrication d'équipements sans fil, il entra en conflit avec les bolcheviks, qui le qualifièrent de capitaliste. La Grande-Bretagne l'exila secrètement en 1921. Des documents gouvernementaux britanniques montrent qu'il fournissait depuis un certain temps des informations sur ses travaux et sur les bolcheviks pour le compte de la Grande-Bretagne, et qu'il avait demandé au MI5 (les services de sécurité britanniques) d'être protégé. Durant le reste de sa vie en Grande-Bretagne, il adopta un profil bas, mais continua néanmoins à contribuer à d'importants développements dans la technologie des tubes à vide et de la télévision. Il travailla pour la société Marconi de 1922 jusqu'à la fin de la Seconde Guerre mondiale, puis devint copropriétaire de l'entreprise dérivée English Electric Valve Company (aujourd'hui Teledyne e2v). Ses dernières réalisations furent sa contribution à la caméra de télévision Image Orthicon, récompensée par un Emmy Award en 1960, et aux composants de transmission par satellite à micro-ondes. Il est fièrement célébré en Ukraine moderne, où il a été décrit comme un génie oublié. Dans sa nécrologie d'Aisenstein en 1962, la revue Nature le qualifia de « pionnier de la radiocommunication ».

## Biographie

### Début de la vie

émetteur de Kiev

Il naquit en 1884 à Kiev, en Ukraine, sous le nom de Semyon Mose'evich Aisenstein (Семён Моисеевич Айзенштейн), fils d'un marchand prospère de la Première Guilde, Movsha Aisenstein, et de son épouse Sima-Leah Margolin. Il avait un frère cadet, Léon, et une sœur, Lyuba. La famille vivait dans le quartier de Muzychny Provulok, à côté du central télégraphique et téléphonique principal de Kiev. Un biographe suggère que le jeune Aisenstein était attiré à la fois par les nouvelles technologies de communication et par le jeune personnel qui fréquentait le bâtiment. Adolescent, il suit de près le travail du pionnier de la radio russe Alexandr Popov, considéré dans le pays comme l'inventeur de la radio, et apprend plus tard à le connaître, tout en établissant une relation étroite avec Guglielmo Marconi, décrit par un biographe comme « l'ami d'Aistenstein ».

### Éducation et début de carrière
À l'âge de 16 ans, il commença ses propres expériences de télégraphie sans fil chez lui, à Kiev, avec un émetteur-récepteur à éclateur, puis partit étudier à l'Université Saint-Volodymyr. Un an plus tard, en 1901, il séjourna à Moscou pour visiter l'Institut polytechnique et assister au 2e Congrès électrotechnique panrusse. C'est là qu'il rencontra Alexandr Popov et qu'ils échangèrent leurs connaissances et leur expérience. Peu après, Aisenstein obtint son premier brevet pour un émetteur sans fil. Son père finança ses études et, après l'obtention de son diplôme, il poursuivit ses études à l'Université de Berlin et à la Technische Hochschule de Charlottenburg. De retour à Kiev en 1905, il créa un laboratoire de développement de la télégraphie sans fil, qui attira l'attention de Vladimir Soukhomlinov, gouverneur général de Kiev et futur ministre de la Guerre de Russie. Il reçut ensuite des fonds militaires et des terrains à Kiev et à Jmerynka pour la construction de puissantes stations émettrices. Aisenstein commença également à tester des stations radio mobiles de terrain, qui firent l'objet de son brevet suivant. Un article du journal Kyivskaia Mysi (Pensées de Kiev) du 10 février 1907 indiquait : « Les 1er et 2 février, la station de télégraphie sans fil de Kiev a transmis des télégrammes à Odessa sur une distance de 410 verstes (465 km). Les résultats ont montré que cette distance n'était pas encore maximale. La station de Kiev peut transmettre des télégrammes à une distance d'environ 700 verstes (750 km) par voie terrestre, ce qui correspond à une distance maritime d'environ 2 000 verstes (2 133 km). » 
Aisenstein a reçu du gouvernement l'autorisation de vivre en dehors de la zone réservée aux Juifs (la Zone de Résidence) et s'est installé à Saint-Pétersbourg pour ouvrir son entreprise de recherche et de fabrication, la Société russe des télégraphes et téléphones sans fil (ROBTiT). Son père avait contribué financièrement aux travaux de développement du gouvernement, ce qui est suggéré comme la raison pour laquelle Aisenstein a reçu le rare privilège pour un Juif d'être autorisé à quitter l'Ukraine.

### Élévation de carrière

poste de télégraphie duplex mobile militaire conçue par Aisenstein

Un tournant majeur pour Aisenstein fut la mort prématurée d'Alexandre Popov, le 13 janvier 1906, à l'âge de 46 ans. Nommé successeur de Popov, il prit alors la direction de l'ensemble du système de transmission radio russe. Parallèlement, il enseigna à l'Université technique de Moscou et obtint une chaire. Il fut également rédacteur en chef de la revue russe « Bulletin de télégraphie sans fil » (Вестник беспроводной телеграфии) et vice-président de la Société russe des ingénieurs radio. À cette époque, la technologie sans fil était transformée par l'introduction de la valve thermoionique (tube à vide), améliorée en 1906 par l'ingénieur américain Lee de Forest après sa conception initiale par l'Anglais John Ambrose Fleming en 1904. Aisenstein fut alors un pionnier de la recherche, du développement et de la fabrication de valves en Russie. Les résultats de ses recherches furent présentés au Congrès électrotechnique panrusse de Kiev, qui se tint du 25 avril au 4 mai 1907, faisant de Kiev le principal centre de développement de la radio après Moscou et Saint-Pétersbourg. Le statut d'Aisenstein et sa vingtaine de brevets incitèrent le Département militaire russe à lui proposer de poursuivre ses travaux à Saint-Pétersbourg, où il avait fondé sa première entreprise, ROBTiT, dont les locaux existent toujours. Il rendit visite à Marconi en Angleterre et une restructuration de l'entreprise s'ensuivit en 1910, permettant à la société Marconi, qui possédait également sa propre entreprise russe, d'acquérir 20 % de ses actions. ROBTiT collabora avec d'autres entreprises pour la production d'équipements radio militaires, notamment Siemens et Halske, Telefunken, Marconi et la Société française radioélectrique (SFR) (qui deviendra plus tard la Compagnie Générale de Télégraphie Sans Fil - CSF). Il mena de nombreuses négociations avec des entreprises étrangères et acquit alors une renommée internationale. Durant sa jeunesse, il a côtoyé de nombreux scientifiques renommés dans son domaine, dont ses compatriotes russes Vladimir Zworykin, Isaac Shoenberg et David Sarnoff.
- CARACTÉRISTIQUES DE LA STATION RADIO DE TERRAIN DE L'ARMÉE DE 1910, FABRIQUÉE PAR ROBTiT
- Portée : jusqu'à 270 km
- Émetteur : longueur d'onde de 400 à 2 300 mètres
- Hauteur du mât télescopique : 23 mètres
- Temps de déploiement : 30 minutes
- Station de communication mobile de l'armée d'Aisenstein

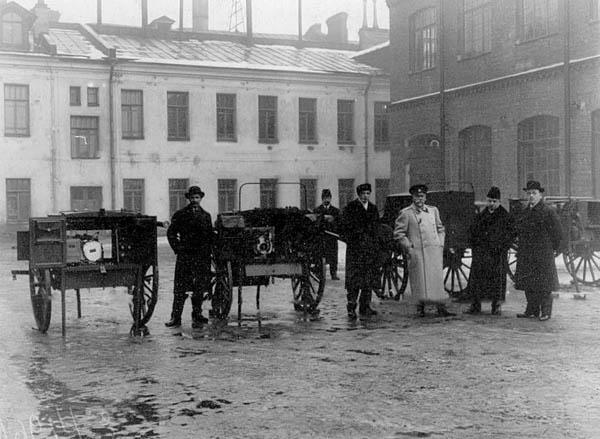
Station de communication pour la cavalerie russe

Ses travaux de développement se sont ensuite concentrés sur l’amélioration des tubes thermoioniques (tubes à vide) et la transmission de signaux plus propres que ceux produits par les émetteurs à étincelles. De 1908 à 1913, de nombreux travaux ont porté sur l’utilisation de la radio à bord des navires, notamment pour la transmission vocale (radiotéléphonie). En 1914, il fit la démonstration de la transmission vocale à l'aide d'un émetteur à tubes entre Saint-Pétersbourg et Tsarskoïe Selo et employa plusieurs milliers de personnes en 1914.
Il s'intéressa également à la conception d'émetteurs de puissance bien supérieure utilisant un tube de conception supérieure. Cela conduisit à la production d'émetteurs de 300 kW, les plus puissants au monde à l'époque, installés à Moscou (Khodynka) et à Tsarskoïe Selo, qui servirent plus tard à communiquer avec les alliés de la Russie pendant la Première Guerre mondiale. Un récepteur radiogoniométrique construit en 1916 revêtit également une importance militaire et, selon l'historien Valerii Lysenko, ce développement du renseignement par signaux marqua la naissance de la guerre électronique. En 1915, il fut nommé conseiller d'État de la Russie impériale.
En 1916, Aisenstein utilisa ses puissants émetteurs de 300 kW à très basses fréquences (VLF) pour communiquer pour la première fois avec un sous-marin immergé. Un journal du gouvernement britannique commentait: « L’Amirauté considère sa réussite avec grand intérêt », mais il apparut plus tard qu’il fournissait depuis longtemps à la Grande-Bretagne des détails sur son travail.
La même année, il mena un projet majeur de conception de stations de fabrication et d’équipement en France, ainsi que d’un système de communication avec les Alliés pendant la Première Guerre mondiale. Cela lui valut d’être décoré de la Légion d’honneur (référence : 17637 à la Grande Chancellerie) par le gouvernement français et de se voir accorder la nationalité française en 1929. Il passa beaucoup de temps en France jusqu’à la fin de sa vie et utilisa le nom de Serge.
La révolution communiste de 1917 vit son entreprise reprise par l’État et il fut contraint, pendant un temps, de limiter ses activités à la recherche et à la conception technologiques, notamment la tour Choukhov. En 1918, il fut nommé spécialiste scientifique au Conseil supérieur de l'ingénierie radio et initia rapidement une liaison radio améliorée entre Moscou et Vladivostok. Il supervisa l'ouverture de la première station de radiodiffusion publique à Nijni Novgorod en 1920, suivie peu après par celle de Moscou (indicatif d'appel RDW) sur 206 kc/s, toutes deux d'une puissance de 12 kW, dont les signaux étaient reçus en Allemagne. Les stations de radiodiffusion russes utilisèrent bientôt couramment une puissance de 100 kW, puis, quelques années plus tard, 500 kW, ce qui était alors la puissance la plus élevée au monde, grâce aux tubes développés par Aisenstein.
Malgré ses exploits, les turbulences des premières années de l'URSS mirent Aisenstein en conflit fréquent avec les autorités et il fut emprisonné pendant une courte période. On le présentait comme un révolutionnaire menchevik. En 1921, avec l'aide de Marconi et des services secrets britanniques, il s'enfuit du pays par le port de Riga. Comme d'autres émigrés de ce type, son nom fut rayé des livres d'histoire soviétique et, à ce jour, il est rarement mentionné dans les ouvrages de référence russes.

### La vie après l'émigration en Grande-Bretagne
À son arrivée en Grande-Bretagne, Aisenstein fut immédiatement nommé à la Marconi Company de Chelmsford, sous la direction de Godfrey Isaacs, directeur général et frère de Lord Reading (Rufus Isaacs), président de la Palestine Electric Corporation. Son expertise en conception et fabrication de vannes fut essentielle à son travail pendant des années. Il fut débriefé par les services de renseignement britanniques sur son travail et son activité politique en Russie, ce qui figure désormais dans un document issu des archives privées du Premier ministre David Lloyd-George. Ce document confirme qu'il informait le Royaume-Uni de ses activités et qu'il espionnait pour le compte de la Grande-Bretagne alors qu'il dirigeait la Marconi Company en Russie, et il insiste pour que ce fait reste secret (archives du Parlement britannique, réf. LG/F/149/2/13).
En 1922, il fut envoyé à Varsovie pour superviser la fabrication de vannes de la Marconi Company en Pologne. Puis, en 1935, il prend la tête de l'entreprise en Tchécoslovaquie, mais échappe de justesse à l'invasion de l'armée allemande en 1939 et retourne en Grande-Bretagne après un séjour en France.

## Chargé d'enquêter et d'évaluer les perspectives d'avenir de la télévision
En 1929, la société Marconi demanda à Aisenstein de l'aider à évaluer le potentiel commercial de la télévision. Malgré de nombreuses recherches sur la télévision, les images étaient encore rudimentaires et de nombreux acteurs du secteur de la radiodiffusion (notamment la BBC et NBC) souhaitaient donner à la radiodiffusion une chance de progresser avant de se lancer dans la télévision. Il voyagea en Europe pour rencontrer des ingénieurs développant la télévision. D'après une lettre acquise en 1963 par le Centre des archives écrites de la BBC (réf. T16/67), Aisenstein recommanda vivement à la société Marconi d'investir dans la télévision. « Conformément à vos instructions, j'ai étudié cette question avec soin » et conclu que la télévision serait « un secteur en pleine croissance ».

## Participation aux préparatifs technologiques de guerre dans les années 1930
Dans l'ouvrage Global Communication Since 1844 de Peter J. Hughill, on trouve le récit d'une collaboration entre Aisenstein et trois autres scientifiques pour développer et fabriquer des appareils électroniques, officiellement destinés à la télévision civile, mais avec des applications militaires prévues pour les systèmes de radiolocalisation et de surveillance, en prévision d'une guerre avec l'Allemagne.
Hughill cite des informations tirées d'un entretien qu'il a mené avec Brian Callick, qui travaillait à l'époque pour des organismes gouvernementaux britanniques (CVD et CCRTD) aux côtés d'Aisenstein, d'Isaac Shoenberg et de Leonard Broadway. Il décrit comment Aisenstein, de Marconi, a joué un rôle majeur dans l'organisation du projet avec Vladimir Zworokin, de RCA, Isaac Shoenberg, d'EMI, et David Sarnoff, de RCA. Il les décrit comme des hommes issus d'« horizons juifs russes » similaires, se connaissant bien et travaillant tous à la pointe des technologies de communication et d'électronique. Ils décidèrent que les travaux de développement, dont le coût, selon Hughill, s'élevait à environ 1 million de livres sterling (équivalent à environ 5 millions de dollars à l'époque), seraient menés au Royaume-Uni, le financement principal provenant des États-Unis. Le récit de Hughill suggère que les objectifs étaient, en apparence, la télévision électronique civile, mais, à terme, la fourniture à l'armée de tubes cathodiques, de tubes VHF et de circuits large bande pour ce qui allait devenir les radars.
Aisenstein avait employé Isaac Shoenberg dans son entreprise de Saint-Pétersbourg et était le cousin germain de sa femme. Sa relation avec Vladimir Zworokin remontait à la Russie, où ils avaient déjà entrepris une collaboration sur la télévision électronique dès 1909. La collaboration des scientifiques dans les années 1930 intervint à une époque où l'on s'attendait à ce que les technologies connexes de radiolocalisation et de télévision soient nécessaires à des fins militaires lors d'une guerre imminente, et notamment à ce que les tubes cathodiques soient produits en grandes quantités.
La Grande-Bretagne a accéléré le développement de la télévision électronique dans les années 1930, et la ligne 405, inaugurée le 2 novembre 1936 à l'Alexandra Palace de Londres, est présentée par la BBC comme le premier service public « haute définition » au monde.
Cependant, il a été affirmé que la volonté du Royaume-Uni de développer la télévision visait en réalité à soutenir la technologie militaire alliée et à disposer d'un noyau d'ingénieurs connaissant les récits de plusieurs contemporains. Selon Lord Orr-Ewing, qui a travaillé au service de télévision de la BBC dans les années 1930, puis est devenu ministre de la Défense au sein du gouvernement britannique, il s'est entretenu avec Lord Swinton (un décideur politique clé du gouvernement britannique dans les années 1930) et a appris que la télévision avait été lancée en Grande-Bretagne en 1936 afin d'accélérer le développement technologique pour l'armée, comme il l'a déclaré dans une interview à la BBC en 1979, affirmant également que « c'est ainsi que nous avons gagné la bataille d'Angleterre ». Leonard F. Broadway, de la société EMI, partenaire de Marconi pour le développement de la télévision de la BBC, a collaboré avec Shoenberg et a révélé dans un article de l'IEE paru en 1986 : « Ce qui est peut-être méconnu… c'est l'incroyable chance que nous avons eu, à bien des égards, d'avoir progressé aussi loin avec la télévision au début de la guerre. Le fait que nous ayons développé des circuits à large bande, des générateurs d'impulsions, des amplificateurs et des circuits de balayage… tout cela était disponible, exactement ce dont nous avions besoin, et il est vraiment extraordinaire que cela se soit produit à cette époque. » Lors de l'installation des tubes du premier émetteur de télévision de la BBC à Alexandra Palace, un employé de Marconi aurait déclaré à Douglas Birkinshaw, ingénieur en charge de la télévision à la BBC, que les tubes de l'émetteur VHF haute puissance de la société Marconi avaient été développés à des fins militaires. Le Dr Alban Webb, de l'Université du Sussex, a conclu que « la télévision offrait une explication crédible à la production de composants partagés essentiels, tout en gardant secret le développement du radar ».
La contribution d'Aisenstein au développement de la transmission télévisuelle à la Marconi Company dans les années 1930 est reconnue par le professeur Asa Briggs dans son ouvrage de référence The History of Broadcasting in the United Kingdom. Il raconte également que l'origine ethnique d'Aisenstein et de ses collègues scientifiques développant la télévision entièrement électronique a été exploitée pendant la concurrence commerciale intense et acharnée en Grande-Bretagne pour l'adoption d'un système par la BBC de 1933 à 1937. John Logie Baird, qui faisait pression pour que son système électromécanique à 240 lignes soit adopté, a écrit une lettre à Edward, le prince de Galles en février 1933 concernant des questions « sinistres » et a déclaré qu'en envisageant l'adoption de ce qui est devenu le système EMI-Marconi à 405 lignes, la BBC donnait « un encouragement secret à des intérêts étrangers ».

## Seconde Guerre mondiale et période d'après-guerre
Pendant la Seconde Guerre mondiale, la production de tubes de caméra et de tubes de transmission radar (notamment des magnétrons) devint une part importante des activités de la société Marconi, à laquelle Aisenstein contribua. Comme une grande partie de ses travaux durant la Seconde Guerre mondiale et le début de la Guerre froide étaient principalement destinés à des applications militaires, ils furent tenus secrets et il en subsiste peu de preuves documentaires.
En 1947, la société Marconi prit la décision commerciale de vendre sa production de tubes à une nouvelle société, l'English Electric Valve Company Ltd. Aisenstein en fut nommé directeur général et coactionnaire. L'entreprise, qui prit plus tard le nom d'EEV (aujourd'hui Teledyne e2v), prospéra pendant les décennies d'après-guerre et devint la plus grande entreprise technologique de Grande-Bretagne. La transmission par micro-ondes était un secteur en pleine croissance, et l'entreprise développa des composants importants tels que les tubes à klystron, qui alimentaient également les transmissions par satellite.

Jack McCallister après avoir accepté le prix Emmy 1960 pour le tube de caméra Image Orthicon au nom d'EEV et d'autres

Après la guerre, les services de télévision furent rapidement lancés dans de nombreux pays et EEV devint un important développeur et fabricant de tubes de caméra. En 1951, leur tube orthicon d'image fut testé ; il permit aux caméras de télévision d'être plus petites et plus performantes. La caméra Marconi Mark II, équipée d'un tube EEV, constitua une avancée significative et fut notamment utilisée par la BBC pour la retransmission télévisée du couronnement de la reine Élisabeth II en juin 1953. L'importance de l'orthicon d'image dans la production télévisuelle fut reconnue en 1960 par l'attribution d'un prix par l'Académie des arts et des sciences de la télévision (conjointement avec RCA et Marconi) pour la Mark III. Dans l'industrie télévisuelle, l'orthicon d'image était auparavant appelé «  Immy », terme qui fut ensuite adapté en « Emmy », qui devint par la suite le nom des Oscars.

Coupure de presse locale faisant état d'un cambriolage au domicile d'Aisenstein le 24 novembre 1961

Photo d'Aisenstein lors de sa retraite de l'EEV en 1955

Aisenstein quitta son poste de directeur général d'EEV fin 1955, tout en restant impliqué dans l'entreprise qui, au cours des années suivantes, se développa et acquit AEI. Des négociations furent menées en vue d'autres acquisitions et fusions. En 1961, lors des négociations de fusion, un cambriolage mystérieux eut lieu au domicile d'Aisenstein à Ingatestone, près de Chelmsford, alors qu'il était en visite à Jérusalem ; la maison fut saccagée, mais aucun bien hors de prix ne fut dérobé.
Adela décéda à Chelmsford le 8 avril 1960 et Simeon le 3 septembre 1962.

## Importance de la vie et de l'œuvre d'Aisenstein
Depuis l'indépendance de l'Ukraine, ses scientifiques nés sous la domination russe, comme Aisenstein, ont bénéficié d'une reconnaissance digne de ce nom. Son biographe, Valerii Lysenko, l'a surnommé « le pionnier oublié de la technologie radio nationale ».
Un portrait paru dans l'édition de mai 1914 de Wireless World indiquait que peu de Russes n'avaient pas entendu son nom et louait ses « réalisations brillantes » : «  C'est un homme qui inspire confiance, d'une franchise irréprochable, et cela, combiné à une grande cordialité, lui a valu de nombreux amis ».

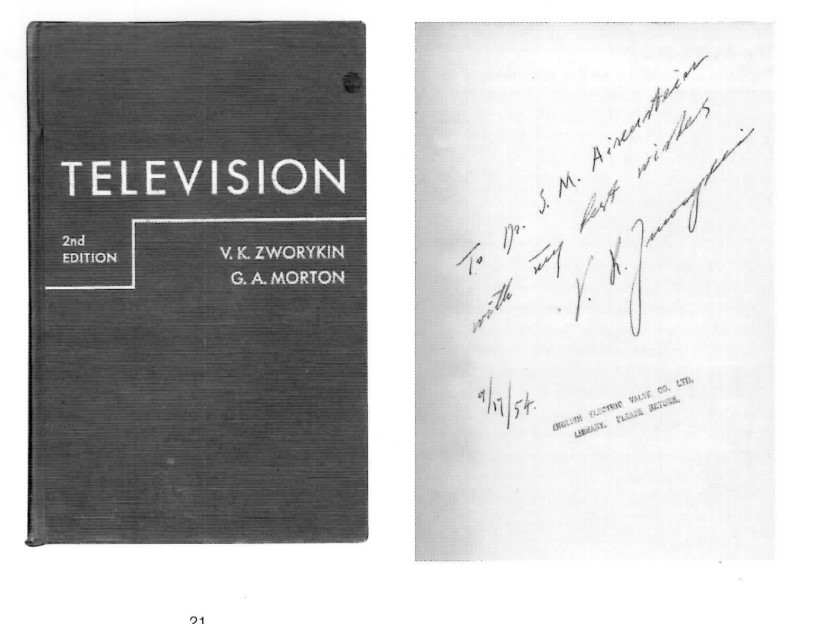
Dédicace à Aisenstein par Vladimir Zworokin dans son livre Télévision de 1940. Musée national de la photographie, du cinéma et de la télévision de Bradford, Angleterre.

Vladimir Zworokin est reconnu comme le père de la technologie des caméras de télévision et, dans son livre Télévision de 1954 qu'il a offert à Aisenstein, il a écrit un message personnel.
Une nécrologie parue dans la revue scientifique Nature en novembre 1962 le qualifie de « pionnier de la communication radio en Europe, notamment dans le développement des valves thermoioniques ».

## Vie personnelle
Le 26 juillet 1926, il épousa à Londres Adela Lindenfeld, d'origine polonaise. Née à Wittenberg en 1887, elle divorça de son premier mari, Wladislav Lindenfeld, avec qui elle avait émigré à Paris. Elle fut naturalisée française. Elle eut un fils, Jean, né en 1915 à Varsovie mais a émigré aux États-Unis. Aisenstein et elle n'eurent pas d'enfants. Simeon et Adèle passèrent beaucoup de temps à Paris avec son neveu Georges Morguleff et sa nièce Nina Morguleff ,  (une astrophysicienne française de renom, également connue sous le nom de Madeleine Rochette, résistante et décorée de la Croix de Guerre), enfants de sa sœur Lyuba. Son frère, le Dr Léon Aisenstein, vivait à Cuba. (lettre d'Alan Lindenfeld, beau-petit-fils de Simeon Aisenstein, 3 mars 2025).

## Variantes de noms
Son nom a connu plusieurs orthographes. Avant de quitter la Russie en 1921, il était généralement prénommé Semyon ou Semen Eisenstein en alphabet latin dans les publications étrangères. En France et dans sa famille, il utilisait le prénom Serge. Après son arrivée au Royaume-Uni, il devint officiellement Simeon Aisenstein, bien que son prénom fût parfois orthographié «  Simon ».